# Ernst Sonnemann

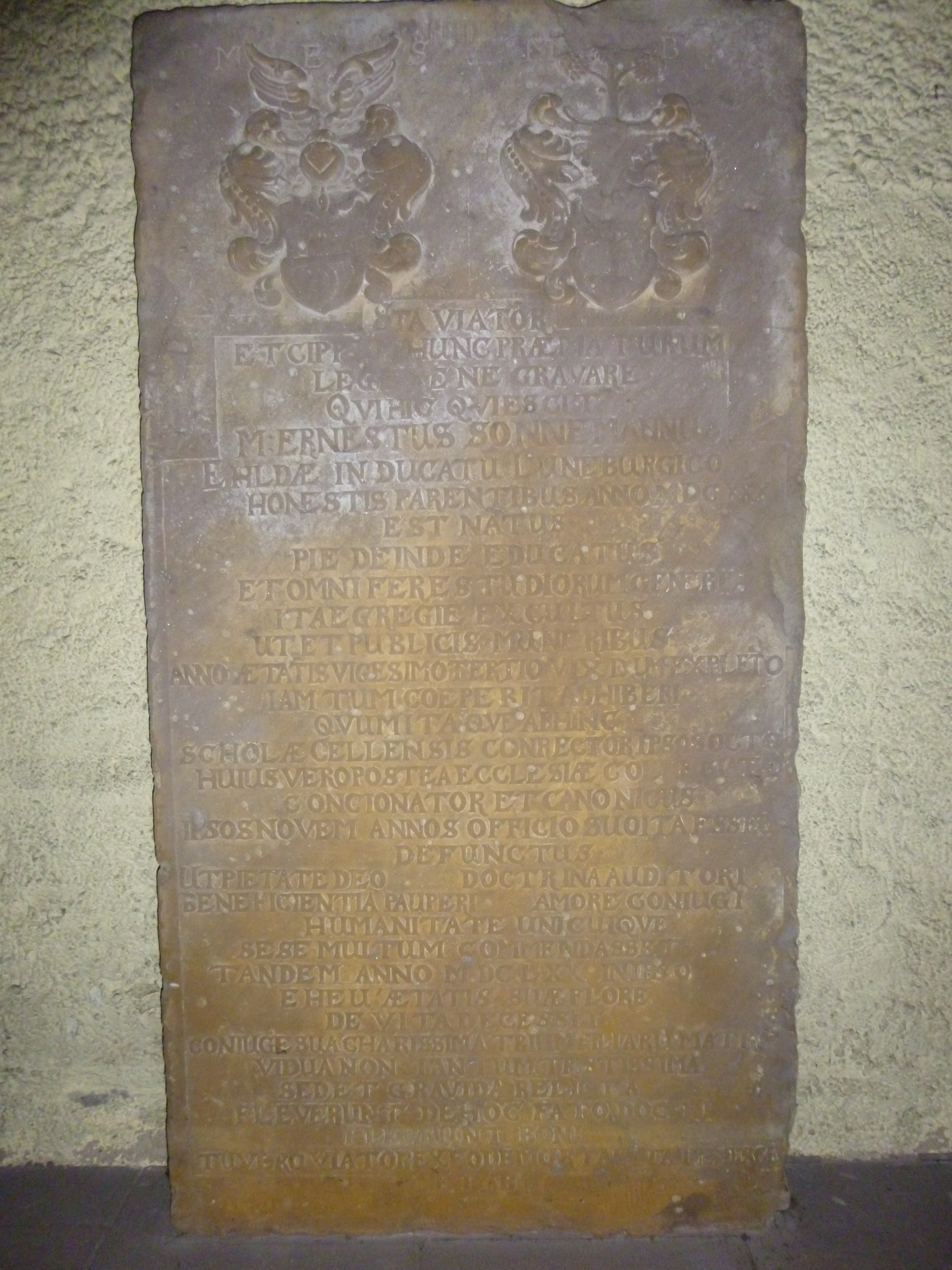
Grabstein des Ernst Sonnemann, gestorben 1670, in der Stiftskirche St. Alexandri in Einbeck

Ernst Sonnemann (* 1630 in Ahlden (Aller); † 1670; auch Ernestus Sonnemann) war ein deutscher evangelischer Pastor und Kirchenlieddichter.

## Leben
Seine Eltern waren der Pastor Otto Sonnemann und Margaretha geb. Buchholtz († 1669).
Ernst Sonnemann studierte ab dem 31. Dezember 1642 in Helmstedt. In Celle hat er kurz die Lateinschule besucht und wurde dort am 10. November 1658 Konrektor; drei Jahre darauf gab er das Lüneburger Gesangbuch heraus. Am 8. Oktober 1659 heiratete er Margreta Ursula geb. Werner, Tochter des Cellenser Archidiakons Christian Werner (1602–1663). Pastor an der Münsterkirche St. Alexandri in Einbeck wurde er 1661. Am 22. Juli 1661 wurde seine Tochter Maria Margreta getauft. Das Todesdatum von Ernst Sonnemann ist umstritten; der Grabstein Sonnemanns besagt, er sei „zu Beginn des Jahres [...] 1670 aus dem Leben geschieden“. Eine weitere Quelle nennt den 17. November, eine andere den 17. Juni als Todestag. Das bekannteste von ihm stammende Kirchenlied Auf Christi Himmelfahrt allein ich meine Nachfahrt gründe ist eine Bearbeitung des Liedes Allein auf Christi Himmelfahrt von Josua Wegelin.

## Werke
- Voll-ständiges Gesang-Buch: in welchem nicht allein di gewohnliche alte Kirchen-Lider, sondern auch vihl neue, nüzliche Gesänge, auf mancherlei Fälle zu befinden (Lüneburger Gesangbuch). Johann und Heinrich Stern, Lüneburg 1661; urn:nbn:de:bvb:12-bsb00096297-9.
- Auf Christi Himmelfahrt allein ich meine Nachfahrt gründe (EG 122, EKG 93)